# Tragedia na górze Meron
Tragedia na górze Meron – wydarzenie, które miało miejsce 30 kwietnia 2021 roku w Izraelu, na górze Meron podczas obchodów żydowskiego święta Lag ba-Omer. Do zdarzenia doszło, gdy uczestnicy opuszczali miejsce ceremonii, kierując się stromym, wąskim chodnikiem. Z powodu utraty równowagi na stromej powierzchni niektórzy uczestnicy zaczęli przewracać się na tych idących niżej. Doszło do paniki, w wyniku której zginęło 45 osób, a ponad 150 zostało rannych.

## Tło wydarzeń

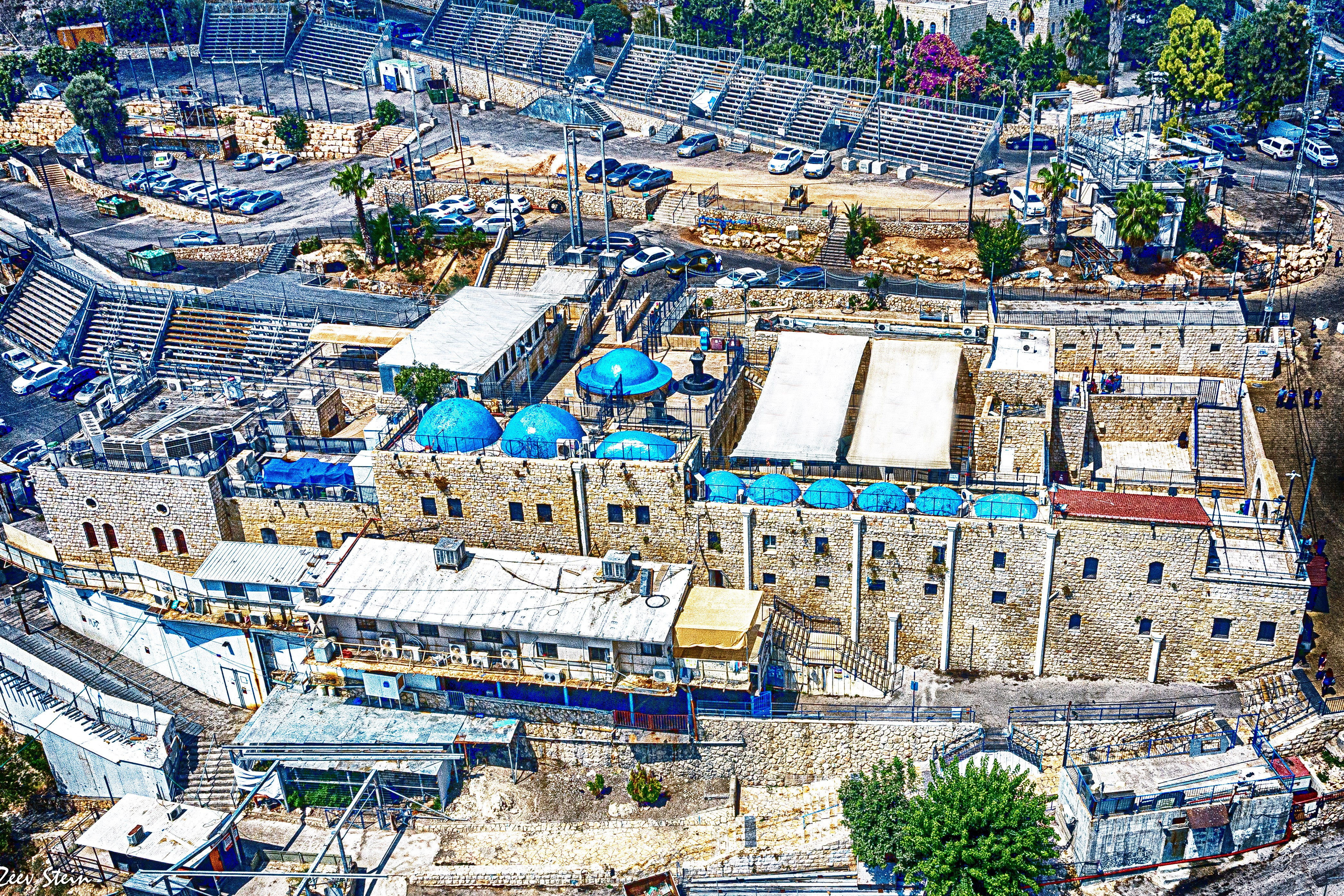
Grób rabina Szymona bar Jochaja

Góra Meron jest miejscem pochówku rabina Szymona bar Jochaja. Co roku osiemnastego dnia miesiąca ijar odbywa się tam pielgrzymka: ultraortodoksyjni Żydzi modlą się, tańczą i zapalają ogniska. W 2021 r. władze Izraela zniosły ograniczenia dotyczące pielgrzymki wprowadzone w poprzednim roku ze względu na pandemię COVID-19. Na miejscu miało zjawić się ok. 100 tys. osób.

## Przebieg
Tragedia miała miejsce w pobliżu ogniska rozpalonego przez wyznawców dynastii chasydzkiej Toldot Aharon. Około godz. 01:00 czasu lokalnego zgromadzeni zaczęli udawać się w stronę wyjścia. Według niektórych świadków, schody u podnóża wyjścia były mokre i śliskie od rozlanych napojów. Wielu z opuszczających miejsce ceremonii straciło równowagę, ślizgając się po stromym, metalowym zejściu. Ci, którzy nie potrafili wstać, zostali przygnieceni i przyduszeni przez napierający tłum. Część z obecnych zdołała przedrzeć się przez stojące po bokach barierki, co pozwoliło im na szybszą ewakuację. Niektórzy z obecnych stwierdzili później, że widzieli policjantów blokujących wyjście, by zapobiec dalszemu tłoczeniu się.

## Następstwa
Tragedia na górze Meron była największą katastrofą cywilną w historii Izraela, przekraczając liczbą ofiar pożary lasów na górze Karmel. Premier Binjamin Netanjahu ogłosił 2 maja 2021 dniem żałoby narodowej.
27 czerwca 2021 nowo wybrany rząd Izraela powołał trzyosobową komisję mającą na celu zbadanie okoliczności zdarzenia. W marcu 2024 komisja przedstawiła raport stwierdzający, że Netanjahu najprawdopodobniej wiedział o niebezpieczeństwie, które stanowił teren wokół grobu Szymona bar Jochaja. Jako współodpowiedzialnych za tragedię raport wymieniał również wielu innych funkcjonariuszy publicznych, m.in. ministra bezpieczeństwa publicznego Amira Ochannę, komisarza izraelskiej policji Kobiego Szabtaja oraz ministra spraw religijnych Ja’akowa Awitana.